# Arboreto Vrahovice
El Arboreto Vrahovice (en checo: Arboretum Vrahovice) es un pequeño arboreto ubicado en Vrahovice , República Checa . Está abierto al público diariamente sin cargo.
La creación del Arboretum Vrahovice se inició en 2010, por una asociación de Vrahovice llamada Spolek za staré Vrahovice y el proceso de construcción duro entre los años 2010-2015. El Arboretum contiene árboles y arbustos procedentes de América del Norte, Europa y Asia.